# HD174343
HD174343 — хімічно пекулярна зоря спектрального класу F0, що має видиму зоряну величину в смузі V приблизно  7,4.
Вона  розташована на відстані близько 787,8 світлових років від Сонця.

## Пекулярний хімічний склад
Зоряна атмосфера HD174343 має підвищений вміст 
Sr
.